# Полк, Оскар
О́скар Полк (англ. Oscar Polk; 25 декабря 1899, Марианна, Арканзас, США — 4 января 1949, Нью-Йорк, Нью-Йорк, США) — американский актёр.

## Биография и карьера
Оскар Полк родился 25 декабря 1899 года в Марианне (штат Арканзас, США).
В 1927 году Полк дебютировал как актёр, сыграв в пьесе «Суд над Мэри Дуган» на сцене Бродвея. Всего сыграв в десятках пьес и фильмов, он остался наиболее известным по роли слуги Порка в фильме «Унесённые ветром» (1939). Его самая запоминающаяся сцена в фильме происходит, когда Порк рассказывает Скарлетт О'Хара (Вивьен Ли) о том, что имущественные налоги на Тару поднялись до 300 долларов.
4 января 1949 года Полк был насмерть сбит такси, когда он сошёл с обочины на Таймс-сквер, через десять дней после своего 49-летия. На момент гибели он готовился сыграть одну из главных ролей в пьесе «Ведущая леди», его заменил Осси Дэвис. Он похоронен на кладбище Маунт-Оливет в Маспете (Лонг-Айленд, Нью-Йорк). Полк был женат на Айви В. Полк (в девичестве Парсонс), которая также сыграла роль в фильме «Унесённые ветром», но не была указана в титрах. У них был сын — Оскар Полк-младший.

## Избранная фильмография
| Год  |   | Русское название | Оригинальное название | Роль                 |
| ---- | - | ---------------- | --------------------- | -------------------- |
| 1936 | ф | Зелёные пастбища | The Green Pastures    | Архангел Гавриил     |
| 1939 | ф | Унесённые ветром | Gone with the Wind    | Порк, домашний слуга |